# Jean Boudou
Pour les articles homonymes, voir Boudou.
Joan Clément Bodon (Jean Boudou en français), né à Crespin (Aveyron) le 11 décembre 1920, de Cyprien Boudou et d'Albanie Balssa (de la famille d'Honoré de Balzac), mort le 24 février 1975 en Algérie, est un romancier occitan qui a écrit toute son œuvre dans sa langue maternelle. Ses ouvrages publiés en français sont donc des traductions et certains n'ont pas été traduits.
Sa mère est une conteuse du Rouergue qui l'introduit à l'univers imaginaire des contes traditionnels qu'il utilise dans son œuvre. Son nom de jeune fille était Balssa : ce nom, déformé et muni d'une particule par un membre collatéral de sa famille, est celui d'un écrivain célèbre, Honoré de Balzac (voir généalogie d'Honoré de Balzac)

## Biographie
Après avoir effectué sa scolarité primaire à Crespin (son instituteur est Marius Rieuneau), il entre au cours complémentaire de Naucelle en 1932. Il apprend en 1934 le décès de sa grand-mère ; cet événement le bouleverse et il en devient bègue définitivement. Il présente le concours d'entrée à l'École normale de Rodez où il est admis en 1938.
En 1940, il passe le conseil de révision alors qu'il effectue des stages au Lycée technique de Rodez, à Pau et à Saint-André-de-Najac. Il est nommé instituteur à Castanet en 1941. En 1942, il est appelé aux Chantiers de la jeunesse d'Anduze (Gard). Il est nommé la même année à Durenque. C'est de là qu'il part pour le Service du travail obligatoire (STO) à Breslau (Silésie), où il reste de 1943 à 1945 et où il est libéré par l'armée soviétique.
De 1946 à 1949, il est de nouveau instituteur à Durenque où il se marie. Il est instituteur au Mauron de Maleville de 1949 à 1955 et instituteur itinérant agricole à Saint-Laurent-d'Olt de 1955 à 1967.
Au titre de la coopération, il part comme professeur de CEG agricole à l'Arbatach en Algérie, où il exerce jusqu'à sa mort.
En 2010, sa maison natale à Crespin est réhabilitée et devient l'Ostal Joan Bodon, centre culturel à la fois musée, centre d'expositions et lieu de spectacles consacré à son œuvre et, plus largement, à la culture occitanophone.

## Œuvre
Entièrement en occitan, sa langue maternelle, c'est un ensemble de romans, de contes et de poèmes qui touche à l'universel. « … il y a un abîme entre la matière brute assemblée par Boudou et ce qu'il en a tiré par son écriture… De toute façon, nous savons la valeur de son œuvre, sa valeur littéraire et sa valeur humaine : Boudou est l'un des plus grands écrivains du monde moderne. S'il avait écrit dans une langue majoritaire sa voix serait perçue de partout. Il nous appartiendra de faire connaître le plus loin possible cette voix qui, à l'inverse de tant d'autres voix envahissantes, n'est pas fermeture, mais ouverture sur un monde plus humain… » (Georg Kremnitz).
Joan BODON.
- Poèmes divers (1935-1941)
- Quand j'étais jeune (Souvenirs des Chantiers de la jeunesse, 1942, inédit)
- Fraîcheur du Viaur (poèmes, 1945, inédit)
- L'Évangile de Barthélemy (L'Evangèli de Bertomieu) (1949, fragments traduits par Pierre Canivenc, publiés dans Les Cailloux du chemin)
- La Chanson du pays (poèmes, 1949, inédit)
- Contes de chez moi (Los contes del meu ostal) (1951)
- Contes du Viaur (1952, inédit)
- Contes des Balssa (Contes dels Balssas)(1953)
- La Croix de Toulouse (roman incomplet, 1954, inédit)
- Les Cailloux du chemin (La grava sul camin) (roman, 1956, traduit de l'occitan par Cantalausa, 1988), publié avec L'Évangile de Barthélemy.
- La Sainte Estelle du Centenaire (La Santa Estèla del Centenari) (roman, 1960)
- Le Livre pour mon ami (poèmes, 1960, inédit)
- L'homme que j'étais (roman incomplet, 1960)
- Le Livre des Grands Jours (Lo libre dels Grands Jorns) (roman, 1964)
- La Foire d'octobre (roman incomplet, 1965, inédit)
- Le Livre de Catoïe (Lo libre de Catòia) (roman, 1966)
- L'acte (roman incomplet, 1967-1968, inédit)
- La nouvelle coopérative (roman incomplet, 1967-1968, inédit)
- Le Progrès agricole en Aveyron (incomplet, 1967-68, inédit)
- Rien ne vaut l'électro-choc (poèmes, 1970)
- Propos d'un occitan (chronique de journal, 1972-1975)
- La Chimère (La Quimèra) (roman, 1974)
- Contes du Drac (1975)
- L'anneau d'or (conte illustré, 1975)
- Sur la mer aux galères (Sus la mar de las galèras) (poèmes, 1975)
- Les demoiselles (Las Domaisèlas) (conte fantastique, 1976)
- Lettres de Jean Boudou à Henry Mouly (édition posthume, 1986)

### En occitan
- (oc) Joan Bodon, Obras romanescas complètas, Toulouse, Institut d'estudis occitans, 1973, Couv. ill. ; 18 cm (BNF 34297084)
- (oc) Joan Bodon, Contes del meu ostal : (seguida de) Lo Pan de froment : Obras romanescas complètas ; 1, Toulouse, Institut d'estudis occitans, coll. « A tots » (no 34), 1978, 100 p., Couv. ill. ; 18 cm (ISSN 0338-6171, BNF 34622210)
- (oc) Joan Bodon, Contes dels Balssàs : Obras romanescas complètas ; 2, Toulouse, Institut d'estudis occitans, coll. « A tots » (no 35), 1978, 198 p., Couv. ill. ; 18 cm (ISSN 0338-6171, BNF 34636621)
- (oc) Joan Bodon, La Grava sul camin : Obras romanescas complètas ; 3, Toulouse, Institut d'estudis occitans, coll. « A tots » (no 19), 1976, 164 p., Couv. ill. ; 18 cm + lexique : 16 p. (ISSN 0338-6171, BNF 34581715, lire en ligne)
- (oc) Joan Bodon, La Santa Estèla del Centenari : Obras romanescas complètas ; 4, Toulouse, Institut d'estudis occitans, coll. « A tots » (no 1), 1973, 161 p., Couv. ill. ; 18 cm (ISSN 0338-6171, BNF 34552823)
- (oc) Joan Bodon, Lo Libre dels grands jorns : Obras romanescas complètas ; 5, Toulouse, Institut d'estudis occitans, coll. « A tots » (no 36), 1978, 103 p., Couv. ill. ; 18 cm (ISSN 0338-6171, BNF 34622211, lire en ligne)
- (oc) Joan Bodon, Lo Libre de Catòia : Obras romanescas complètas ; 6, Toulouse, Institut d'estudis occitans, coll. « A tots » (no 37), 1978, 187 p., Couv. ill. ; 18 cm (ISSN 0338-6171, BNF 34622212)
- (oc) Joan Bodon, La Quimèra : Obras romanescas complètas ; 7, Toulouse, Institut d'estudis occitans, coll. « A tots » (no 7-9), 1974, 476 p., Couv. ill. ; 18 cm (ISSN 0338-6171, BNF 34552806)
- (oc) Joan Bodon, Las Domaisèlas : Obras romanescas complètas ; 8, Toulouse, Institut d'estudis occitans, coll. « A tots » (no 20), 1976, 160 p., Couv. ill. ; 18 cm (ISSN 0338-6171, BNF 34693690)
- (oc) Joan Bodon (préf. Enric Mouly), Contes del meu ostal : reculits per Joan Boudou. Avec une adaptation française., Villefranche-de-Rouergue, Salingardes, 1951, 112 p., In-16 (BNF 31851887)
- (oc) Joan Bodon (préf. Enric Mouly, ill. Marius Valière), Joan Boudou. Contes dels Balssas : Avec une adaptation française : les Ancêtres d'Honoré de Balzac., Villefranche-de-Rouergue, Salingardes, 1953, 324 p., fig., couv. en coul. ; In-16 (BNF 31851888)
- (oc) Joan Bodon, Lo Libre dels grands jorns, Lavit, Lo Libre occitan, 1968, 107 p., In-16 (BNF 32927178)
- (oc) Joan Bodon, Ren non val l'electro-chòc..., Riols, J. Larzac, coll. « 4 vertats » (no 14), 1970, 31 p., 22 cm (BNF 35144428)
- (oc) Joan Bodon (préf. Ives Roqueta), Lo Libre dels grands jorns : tèxte integral, Montpellier, Centre d'estudis occitans, coll. « Los Pichons classics occitans » (no 1), 1973, 98 p., couv. ill. ; 18 cm (ISSN 1766-7488, BNF 34564162)
- (oc) Joan Bodon, Contes del Drac, Toulouse, I.E.O. Roèrgue e Albigés, 1975, 85 p., couv. ill. ; 19 cm (BNF 34551386, lire en ligne)
- (oc) Joan Bodon, Andrieu Pradèl et Sèrgi Mallet (préf. Ives Roqueta), Los carbonièrs de La Sala, Enèrgas (81350 Valdériès), Vent Terral, coll. « Collección Viure al païs » (no 1), 1975, 181 p., couv. ill. ; 23 cm (ISSN 0338-8859, BNF 34576196)
- (oc) Joan Bodon, Contes del Drac, Toulouse, Institut d'estudis occitans, 1975, 85 p., couv. ill. ; 19 cm (BNF 34633829)
- (oc) Joan Bodon, Sus la mar de las galèras, Toulouse, Institut d'études occitanes, coll. « Messatges » (no 4), 1975, 53 p., couv. ill. ; 19 cm (ISSN 0335-8437, BNF 34693216, lire en ligne)
- (oc) Joan Bodon, Contes del Drac, Albi, I.E.O. Roèrgue e Albigès, coll. « Lo Banquet » (no 1), 1984, 85 p., couv. ill. ; 21 cm (ISSN 0763-4986, BNF 34767288)
- (oc) Joan Bodon, Letras de Joan Bodon a Enric Mouly, Naucelle, Societat dels amics de Joan Bodon, 1986, 276 p. (BNF 34876571)
- (oc) Joan Bodon (préf. Felip Gardy), La Quimèra, Rodez, Éd. du Rouergue, 1989, 478 p., 18 cm (ISBN 2-905209-29-1, BNF 35015955)
- (oc) Joan Bodon, Las Domaisèlas ; L'Òme que èri ieu : tèxt passat per Ramon Chatbèrt, Rodez, Ed. del Roergue, 1987, 233 p., 18 cm (ISBN 2-905209-12-7, BNF 34928023, lire en ligne)
- (oc) Joan Bodon (préf. Robèrt Lafont), La Grava sul camin ; L'Evangèli de Bertomieu, Rodez, Ed. del Roergue, 1988, 253 p., 18 cm (ISBN 2-905209-23-2, BNF 35013938)
- (oc) Joan Bodon (préf. Pèire Canivenc), Contes, Rodez, Ed. del Rouergue, 1989, 444 p., couv. ill. ; 18 cm (ISBN 2-905209-36-4, BNF 35055905)
- (oc) Joan Bodon (préf. Pèire Canivenc), La Santa Estela del Centenari : conte, Rodez, Ed. del Roergue, 1990, 252 p., ill., couv. ill. ; 18 cm (ISBN 2-905209-42-9, BNF 35505512)
- (oc) Joan Bodon, La Montanha Negra : adapt. par des élèves de 4e et de 3e du Collège du Val de Cère sous la dir. de Roger Chevalier : Bande dessinée en occitan et trad. française en regard, Laroquebrou, Collège du Val de Cère, 1993, 36 p., ill. en coul., couv. ill. en coul. ; 21 x 30 cm (BNF 35574265)
- (oc) Joan Bodon (préf. Pèire Canivenc), Lo libre de Catòia : roman, Rodez, Éd. del Roergue, 1993, 258 p., couv. ill. ; 18 cm (ISBN 2-905209-73-9, BNF 35625742)
- (oc) Joan Bodon et Ives Roqueta (postfaci), Contes dels Balssàs, Puylaurens, IEO ed., 2003, 227 p., couv. ill. ; 18 cm (ISBN 2-85910-310-4, BNF 39032940)
- (oc) Joan Bodon (préf. Pèire Canivenc), Contes : Réunit : "Contes del Drac" ; "Contes del meu ostal" ; "Lo pan de froment" ; "Contes de Viaur", Puylaurens, IEO ed., 2003, 217 p., couv. ill. ; 18 cm (ISBN 2-85910-311-2, BNF 39032950)
- (oc) Joan Bodon (préf. Robèrt Lafont ; Pèire Canivenc), La grava sul camin : L'evangèli de Bertomieu, Puylaurens, IEO ed., 2003, 253 p., couv. ill. ; 18 cm (ISBN 2-85910-340-6, BNF 39032960)
- (oc) Joan Bodon, Lo libre dels grands jorns, Rodez, Ed. du Rouergue, 1996, 188 p., couv. ill. ; 18 cm (ISBN 2-84156-034-1, BNF 35820545)

### En français
- Joan Bodon, Joan de Cantalausa (Éditeur scientifique) et Institut d'estudis occitans (Toulouse). Seccion (Aveyron ). (Éditeur scientifique), Le Temps nouveau : Lo Temps novèl :Scénario de film / D'apr. Los Contes dels Balssas de Joan Bodon, Rodez, Centre d'animacion Loisirs en Roergue, 1976, 26 p., ill., couv. ill. ; 25 cm (BNF 34579087)
- Joan Bodon, Le Livre de Catoïa ; (suivi de) Le Livre des grands jours : traduit de l'occitan par Alem Surre-Garcia, avec la collaboration de Françoise Meyruels et Martine Boulanger, Paris, le Chemin vert, coll. « Commune présence », 1982, 221 p., 21 cm (ISSN 0244-1799, BNF 34733101)
- Joan Bodon (trad. Pierre Canivenc), Les Demoiselles ; l'Homme que j'étais, Rodez, Éd. du Rouergue, 1987, 233 p., couv. ill. ; 18 cm (BNF 34928021)
- Joan Bodon (préf. Robert Lafont), Les Cailloux du chemin ; L'Évangile de Barthélemy : trad. de l'occitan par Joan de Cantalausa et Pierre Canivenc, Rodez, Éd. du Rouergue, 1988, 253 p., 18 cm (ISBN 2-905209-22-4, BNF 35003676)
- Joan Bodon, La Chimère : trad. de l'occitan par Philippe Gardy, Rodez, Éd. du Rouergue, 1989, 478 p., 18 cm (ISBN 2-905209-28-3, BNF 35015946)
- Joan Bodon (préf. Pierre Canivenc), Contes : trad. de l'occitan par Joan de Cantalausa, Rodez, Ed. du Rouergue, 1989, 444 p., couv. ill. ; 18 cm (ISBN 2-905209-35-6, BNF 35055918)
- Joan Bodon (trad. de l'occitan), La Sainte-Estelle du Centenaire : conte : trad. de l'occitan par Pierre Canivenc, Rodez, Éd. du Rouergue, 1990, 252 p., ill., couv. ill. ; 18 cm (ISBN 2-905209-41-0, BNF 35505501)
- Joan Bodon (trad. de l'occitan), Le livre de Catoïe : trad. del'occitan par Pierre Canivenc, Rodez, Éd. du Rouergue, 1993, 265 p., couv. ill. ; 18 cm (ISBN 2-905209-72-0, BNF 35625741)
- Joan Bodon (trad. de l'occitan), Le livre des grands jours : trad. de l'occitan par Pierre Canivenc, Rodez, Ed. du Rouergue, 1996, 188 p., couv. ill. ; 18 cm (ISBN 2-84156-027-9, BNF 35820542)
- (oc + fr) Joan Bodon, Poèmas : Éd. bilingue : traduction française de Roland Pécout, Puylaurens, IEO ed., 2010 (ISBN 978-2-85910-475-7, BNF 42505610)
- Joan Bodon (trad. de l'occitan), La canson del paìs : 1948 : édition critique et commentée d'un recueil poétique par Élodie de Oliveira, Toulouse, Section française de l'Association internationale d'études occitanes, coll. « Éditions de textes » (no 4), 2012, 225 p., 24 cm (ISBN 978-2-907673-12-9, ISSN 1242-8086, BNF 43542091)

## Sources
- Préface de Robert Lafont au roman Les Cailloux du chemin et la post-face du traducteur Cantalausa.
- Jean Boudou et la matrice Aveyronnaise
- Université de Montpellier : programme des licences de lettres
- Contes del Drac
- Contes del Drac
- Article de René Merle
- L'èrba d'agram
- Poètas occitans
- Las òbras del escrivan
- Miseria
- Joan Bodon pres en ostatge per l'Universitat
- L’enseignement de l’occitan à l’université de Toulouse le Mirail
- L’occitan chassé de la talvera ?
- Site de la commune de Crespin
- Jornadas Poesia RODÉS 15 de junh de 2005
- Conférence de Robert Marty
- La notion de talvera par Alem Surre-Garcia
- "Jean Boudou, écrivain de langue d'oc" de Catarina Paraire Éditions l'Harmattan
- "L'espace de l'autogestion" Yvon Bourdet
- "De Balzac à Boudou: les Balssas dans la vallée du Viaur", Jean-Louis Déga, dans Actes du colloque international Jean Boudou de Naucelle, septembre 1985, Béziers, C.I.D.O., 1987
- Blog de l'Ostal Joan Bodon

## Pour approfondir